# Роберто Пунчец
Роберто Пунчец (на хърватски: Roberto Punčec) е хърватски футболист, който играе на поста централен защитник. Състезател на Ботев (Пловдив).

## Кариера
Продукт на юношеската академия на Вараждин, Пунчец се присъединява към първия отбор през сезон 2008/09 и прави официалния си дебют на 2 ноември 2008 в мач от първенството срещу Хайдук (Сплит). 
През юли 2012 Роберто се присъединява към Унион (Берлин) под наем, с опция за откупуване. След пет сезона при "железните", през юни 2017, Пунчец се присъединява към Риека като свободен агент, с договор за три години.
На 14 февруари 2022 г. Роберто е обявен за ново попълнение на пловдивския Ботев. Дебютира за отбора на 18 февруари при победата с 0:1 като гост на Арда.

## Национална кариера
Пунчец бива повикан във всички национални гарнитури на Хърватския национален отбор. Част е от отбора на Хърватия на Световното първенство по футбол за младежи през 2011 г. в Колумбия, като играе и в трите мача на тима в груповата фаза.

## Успехи
Риека
- Купа на Хърватия (1): 2019